# رسوم متحركة للكبار

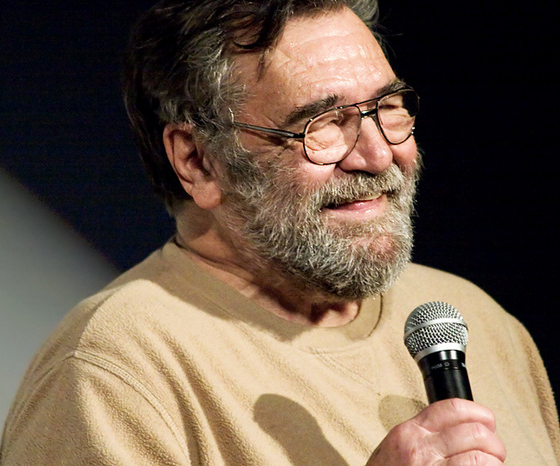
أنشأ رالف بكشي بنجاح بديلاً للرسوم المتحركة السائدة من خلال الإنتاجات المستقلة الموجهة للكبار في السبعينيات.

الرسوم المتحركة للكبار أو كرتون للكبار هو أي نوع من الرسوم المتحركة يستهدف البالغين والمراهقين الأكبر سنا، بدلا من الأطفال أو جميع الأعمار.
يمكن اعتبار تصنيف للكبار لأي عدد من الأسباب، مثل المواضيع المعقدة أو جنسية أو موحية أو محتوى الرسم العنيف  أو لغة نابية أو الكوميديا السوداء.  هذا النوع غالبا ما يهتم باستكشاف المواضيع الفلسفية أو السياسية أو القضايا الاجتماعية. 